# Gobiopsis atrata
Gobiopsis atrata är en fiskart som först beskrevs av Griffin, 1933.  Gobiopsis atrata ingår i släktet Gobiopsis och familjen smörbultsfiskar. Inga underarter finns listade i Catalogue of Life.